# OK!
«OK!» — британський щотижневий журнал, що містить новини про знаменитості.

## Історія
Перший випуск відбувся в квітні 1993. Першочергово публікувався щомісячно. З липня 2013 головним редактором є Кірсті Тайлер. Помічник редактора — Філ Гульд, редактор по способу життя — Наталі Поснер, редактор по моді та красі — Наталі Тікехурст, соціальний редактор — Марк Муді, редактор по зображенням — Таркан Альгін.
У вересні 2004 видавництво журналу «OK!» Northern and Shell запустило публікацію в Австралії. Із жовтня 2006 він почав виходити там щотижнево. В 2005 запустилася версія для США, в травні 2006 — для Індії, в середні 2006 — іспаномовна версія для Мексики, в 2007 — версія болгарською мовою, в 2008 — міжнародна версія іспанською мовою.
«OK!» є найбільшим світовим журналом з тематикою про життя знаменитостей; має понад 30 мільйонів читачів. Видається в 20 країнах світу: Австралія, Австрія, Азербайджан, Болгарія, Китай, Кіпр, Чехія, Німеччина, Греція, Індія, Індонезія, Ірландія, Малайзія, Мексика, Близький Схід, Філіппіни, Росія, Іспанія, Швейцарія, Таїланд, Туреччина, Велика Британія, США, Японія, Латвія, Монголія, Пакистан, Румунія, Словаччина, Словенія, Південна Африка, Україна, Венесуела, В'єтнам.
«OK!» має два внутрішні журнали, «Hot Stars» і «OK! USA».

## Весілля
Найбільше «OK!» відомий за покриттям весіль знаменитостей.
В 2000 році журнал отримав ексклюзивні права опублікувати приватні фотографії весілля Кетрін Зета-Джонс та Майкла Дугласа. Проте журнал «Hello!» також опублікувати ці знімки, за що «OK!» судився з ними. Первісний суд приніс нагороду у £1,033,156, проте позив був програний в апеляційній інстанції .
В жовтні 2005 в один день відбулося три весілля знаменитостей: Кейті Прайс та Пітера Андре, Кейт Герравей та Дерека Драпера, та Самії Гхаді і забудовника Меттью Сміта. «OK!» покрив їх усі в трьох різних випусках. Весілля Прайс і Андре було описано в двох випусках.
Теж саме відбулося на весіллі Ешлі Коул та Шеріл Коул, а також Крістіни Агілери. Цілий випуск був присвячений весіллі Єви Лонгорії та Тоні Паркера.
Інші весілля, яке опублікував «OK!»:
- Наташа Хамільтон та Ріад Ерраджі (листопад 2007)
- Керрі Катона та Марк Крофт (лютий 2007)
- Холлі Віллоугбі та Ден Болдвін (серпень 2007)
- Стівен Джеррард та Алекс Кюрран (червень 2007)
- Джон Террі та Тоні Пул (червень 2007)
- Кім Марш та Джек Райдер (серпень 2002)
- Мелані Браун та Джиммі Гулзар (вересень 1998)
- Вейн Руні та Колін МакЛуджлін (червень 2008)
- Джек Твід та Джейд Гуді (лютий 2009)
- Петсі Кенсіт та Джеремі Хілі (квітень 2009)
- Кіан Іган та Джоді Альберт (травень 2009)
- Саманта Янус та Марк Вумак (травень 2009)
- Гіларі Дафф та Майк Комрі (серпень 2010)
- Принц Вільяма та Кейт Міддлтон (квітень 2011)
- Том Флетчер та Джіованні Фалконі (травень 2012)